# Viona Rexhepi
Viona Rexhepi (* 24. Juli 1996 in Pristina, Kosovo) ist eine albanische und kosovarische Fußballtorhüterin.

## Karriere

### Verein
Rexhepi begann ihre Karriere beim KFF Hajvalia, wo sie in der Saison 2016/2017 in der UEFA Women’s Champions League spielte. Anschließend wechselte sie zum KFF Mitrovica, mit dem sie in den Spielzeiten 2018/2019 und 2019/2020 ebenfalls in der Champions League antrat. In der Saison 2022/2023 spielte sie für den FK Vllaznia Shkodra, bevor sie 2024 zum KFF Mitrovica zurückkehrte.

### Nationalmannschaft
Rexhepi debütierte 2017 für die albanische Nationalmannschaft und hat seitdem 27 Länderspiele absolviert. Sie nahm an Qualifikationsspielen zur UEFA Women's Euro und zur FIFA Frauen-Weltmeisterschaft teil. Während der UEFA Women's Nations League Saison 2023/2024 bestritt sie zwei Spiele für Albanien.